# 167-я пехотная дивизия (вермахт)
167-я пехотная дивизия (нем. 167. Infanterie-Division) — тактическое соединение сухопутных войск нацистской Германии периода Второй мировой войны.

## Формирование и боевой путь
167-я пехотная дивизия образована в соответствии с постановлением от 26 ноября 1939 года, в седьмой волне мобилизации, в Мюнхене.
В июне 1940 года — на Западе, с марта 1941 года — в Германии, с июня 1941 года — на Восточном фронте.
Осенью 1941 года 313-м и 315-м пехотными полками участвовала в окружении 50-й армии под Брянском.
В ночь на 30 ноября 1941 года, подтянув из района Михайлова части 29-й моторизованной и 167-й пехотной дивизий, немцы пытались контратаковать 9-ю танковую бригаду, но все контратаки были отбиты.
С мая 1942 года — на Западе, с марта 1943 года — на Востоке.
В феврале 1943 года вошла в специальный армейский корпус «Раус», созданный для обороны Харькова. К началу операции «Цитадель» боевая численность составляла 6776 человек.
В августе — октябре 1943 года участвовала в боях за Букринский плацдарм на Днепре.
В феврале 1944 года разгромлена в составе группы армий «Юг». Остатки дивизии в качестве дивизионной группы 167-й пехотной дивизии включены в 376-ю пехотную дивизию.
Восстановлена в октябре 1944 года в качестве 167-й народной пехотной дивизии (167. Volksgrenadier-Division). Разгромлена в апреле — мае 1945 года.

## Организация
|  | - 315-й пехотный полк - 331-й пехотный полк - 238-й лёгкий артиллерийский полк - 315-й пехотный полк - 331-й пехотный полк - 339-й пехотный полк - 238-й артиллерийский полк - 238-й инженерный батальон - 238-й разведывательный батальон - 238-й противотанковый артиллерийский дивизион - 238-й батальон связи - 238-й полевой резервный батальон - 315-й пехотный полк - 331-й пехотный полк - 339-й пехотный полк - 238-й артиллерийский полк (I. — III./238. p.art. i I./40 p.art.) - 238-й инженерный батальон - 238-й разведывательный батальон - 238-й противотанковый артиллерийский дивизион - 238-й батальон связи - 238-й полевой резервный батальон |  | - 315-й пехотный полк - 331-й пехотный полк - 339-й пехотный полк - 238-й артиллерийский полк (I. — III./238. P.art. P.art и I./40.) - 238-й инженерный батальон - 238-й стрелковый батальон - 238-й противотанковый артиллерийский дивизион - 238-й батальон связи - 238-й полевой резервный батальон |

## Командиры
- 26 июля 1939 — 9 января 1940 — генерал-лейтенант Мартин Гильберт
- 10 января 1940 — 1 мая 1940 — генерал артиллерии Оскар Фогль
- 1 мая 1940 — 1 августа 1941 — генерал-лейтенант Ханс Шёнхёрль
- 1 августа 1941 — 11 августа 1941 — генерал-лейтенант Вернер Шартов
- 11 августа 1941 — 24 ноября 1943 — генерал-лейтенант Вольф Триренберг
- 25 ноября 1943 — февраль 1944 — генерал-лейтенант Ганс Хютнер